# Al-Wehda Aden
Al-Wehda SC es un equipo de fútbol de Yemen que juega en la Primera División de Yemen, la segunda categoría de fútbol en el país.

## Historia
Fue fundado el 17 de julio de 1929 en la ciudad de Aden luego de la fusión de los equipos United Youth, Faiha SC y Al-Hilal Aden, con lo que es uno de los equipos más viejos de Yemen y del Mundo Árabe.
Sus mayores logros los han tenido durante la existencia de Yemen del Sur, logrando ganar el título de liga en tres ocasiones y la copa local en una ocasión, aunque desde la unificación de Yemen los logros deportivos no han aparecido y han jugado en pocas ocasiones en la Liga Yemení.

## Palmarés
- Liga de Yemen del Sur: 3

1975/76, 1987/88, 1988/89
- Copa de Yemen del Sur: 1

1983/84